# Gerhard Broll
Gerhard Broll (* 24. April 1911 in Beuthen; † nach 1997) war ein deutscher Politiker der SED, der unter anderem von 1963 bis 1971 Abgeordneter der Volkskammer der DDR war.

## Leben
Gerhard Broll absolvierte nach dem Abitur von 1932 bis 1938 ein Studium der Medizin an der Schlesischen Friedrich-Wilhelms-Universität Breslau und schloss dort 1943 seine Promotion zum Doktor der Medizin am Lehrstuhl von Heinrich Gottron mit der Dissertation „Beitrag zur juvenilen Gangrän: Endarteriitis obliterans“ ab, in der er sich mit Gewebsnekrosen, meist infolge von Blutunterversorgung und chronischen segmentalen fibrosierenden Gefäßentzündungen (Vaskulitis) kleiner und mittelgroßer Arterien im Kindheits- und Jugendstadium befasste. Nach Kriegsende war als Arzt tätig und wurde 1946 als Facharzt für Chirurgie zugelassen. Zu dieser Zeit wirkte er in Radebeul war dort auch zeitweise Stadtverordneter. Broll fungierte nach Gründung der DDR am 7. Oktober 1949 als Leitender Chirurg und Ärztlicher Direktor des Bergarbeiterkrankenhauses Zwickau sowie als Chefarzt des Wismut-Krankenhauses Zwickau-Weißenborn und Ärztlicher Direktor des medizinischen Versorgungsbereiches Gesundheitswesen der SDAG Wismut. Für seine Verdienste bei der Popularisierung der Pawlowschen Lehre und der Einrichtung einer eine vorbildlichen chirurgischen Abteilung wurde ihm 1954 der Ehrentitel Verdienter Arzt des Volkes verliehen. Er erhielt ferner 1956 die Deutsche Friedensmedaille des Friedensrates der DDR
Bei der Volkskammerwahl am 16. November 1958 war Broll für die Sozialistische Einheitspartei Deutschlands (SED) Nachfolgekandidat im „Wahlkreis 19 — Zwickau“. Als Nachfolger des am 27. Oktober 1963 verstorbenen Karl Polak wurde Broll am 14. November 1963 als Nachrücker für die SED erstmals Mitglied der Volkskammer der DDR und gehörte dieser nach seiner Wiederwahl bei der Volkskammerwahl am 2. Juli 1967 im „Wahlkreis 63 (Bezirk Karl-Marx-Stadt)“ in der vierten und fünften Wahlperiode bis 1971 an. Als Abgeordneter befasste er sich unter anderem mit dem Arzneimittelgesetz der DDR, das am 6. Mai 1964 durch die Volkskammer beschlossen wurde und am 1. Juni 1964 in Kraft trat.